# Vorderindische Kurzkopf-Weichschildkröte
Die Vorderindische Kurzkopf-Weichschildkröte (Chitra indica) kommt in Südasien von Pakistan im Westen bis Myanmar im Osten und dem westlichen Malaysia im Südosten vor und ist eine der größten Süßwasserschildkröten der Welt.

## Merkmale
Der Rückenpanzer kann eine Maximallänge von 115 Zentimeter erreichen und die Schildkröten können bis zu 120 kg schwer werden. Der Panzer ist annähernd rund. Auf dem Panzer sind vier, in seltenen Fällen auch fünf, Vertiefungen (Callositäten) zu erkennen. Kopf, Schnauze und die rüsselartig verlängerte Nase sind vergleichsweise kurz. An den Vorder- und Hinterbeinen sind alle Zehen durch Häute verbunden und die Gliedmaßen bekommen dadurch eine paddelartige Form. Drei Zehen an jeder Flosse sind mit Krallen versehen, jeweils zwei sind krallenlos. Der Rückenpanzer der Vorderindischen Kurzkopf-Weichschildkröte ist olivgrau bis gelblich-oliv gefärbt und zeigt eine Musterung unregelmäßig geformter, gleichfarbiger, aber etwas hellerer Flecken, die mit dunklen Rändern versehen sind. Wie für die Gattung Chitra zeigen der Kopf und die Beine fast die gleiche Färbung wie der Rückenpanzer. Jungtiere zeigen eine deutlichere Färbung mit einer stärker ausgeprägten Musterung. Ihr Rückenpanzer ist mit zahlreichen, kleinen Tuberkeln versehen.

## Lebensraum und Lebensweise
Die Vorderindische Kurzkopf-Weichschildkröte lebt aquatisch in Abschnitten mit sandigem Boden großer Flüsse. Den größten Teil des Tages verbringen sie, auf Beute lauernd, halb eingegraben im Sand. Sie ernähren sich von Fischen, Krebstieren und Schnecken, eventuell auch hin und wieder von Wasserpflanzen. Die Tiere sind träge und verfolgen entkommene Beute nicht. Die Weibchen verlassen das Wasser um Eier zu legen. Das Gelege besteht aus 60 bis 110 Eiern, die einen Durchmesser von ca. 34 mm haben und etwa 20 Gramm schwer sind. Die frisch geschlüpften Jungschildkröten haben einen 35 bis 43 mm langen Rückenpanzer und ein Gewicht von 6 bis 10 Gramm.

## Systematik
Die Vorderindische Kurzkopf-Weichschildkröte wurde 1831 durch den britischen Zoologen John Edward Gray unter der Bezeichnung Trionyx indicus erstmals wissenschaftlich beschrieben. 1844 führte Gray die Gattung Chitra ein, mit der Vorderindischen Kurzkopf-Weichschildkröte als Typusart. Einige Autoren führen die Hinterindische Kurzkopf-Weichschildkröte (Chitra chitra) als Unterart von Chitra indica.

## Gefährdung
Die Vorderindische Kurzkopf-Weichschildkröte wurde von der IUCN im Jahr 2000 als stark gefährdet (Endangered) eingestuft, ohne dass dabei Angaben über die Entwicklung der Bestände oder konkrete Bedrohungen gemacht wurden. Die Art wird im Anhang II des Washingtoner Artenschutzübereinkommens (CITES) aufgeführt, was mit Handelsbeschränkungen einhergeht.